# 騎士党

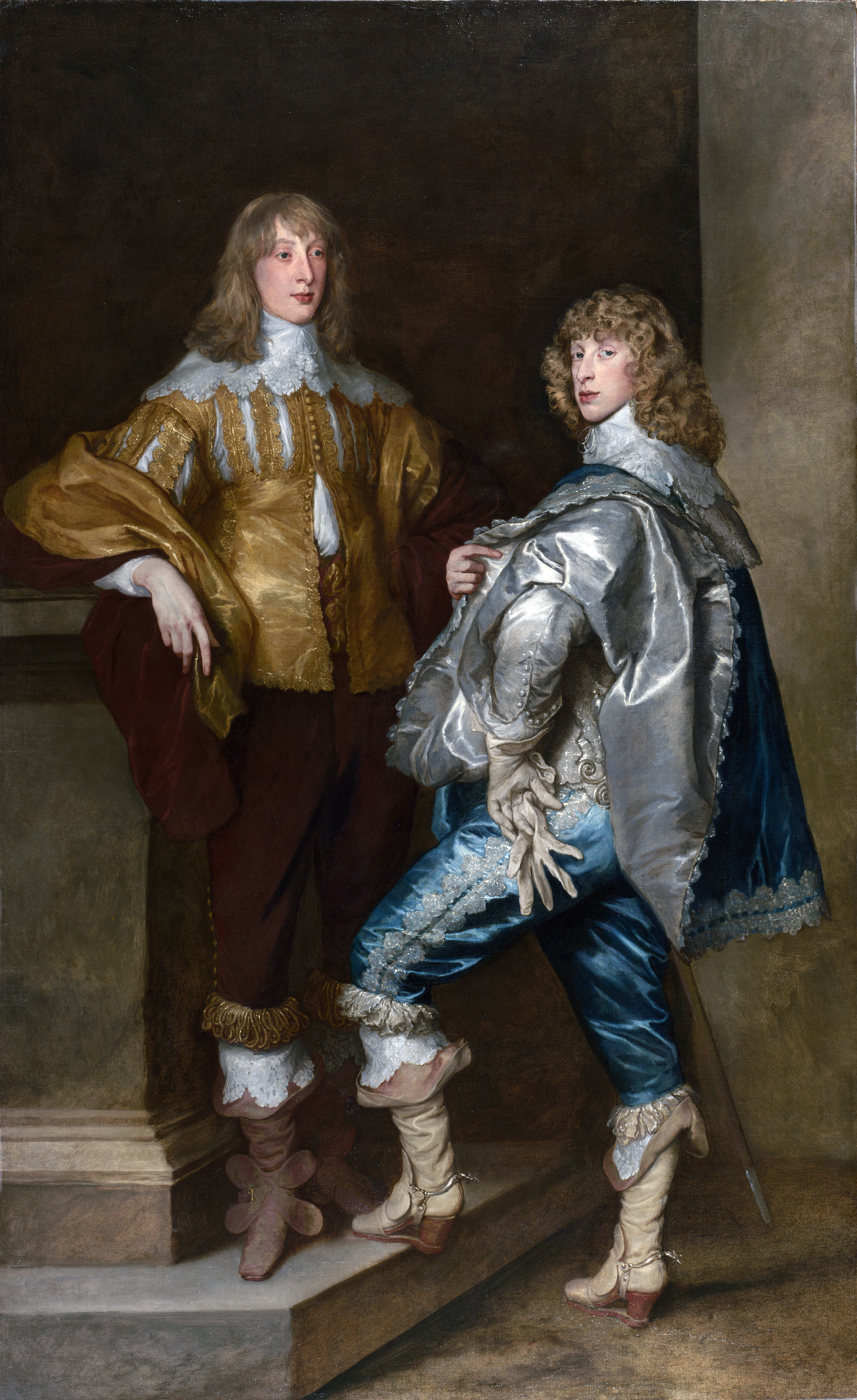
アンソニー・ヴァン・ダイクの肖像画『ジョン・ステュアート卿と弟バーナード・ステュアート卿の肖像』。1638年。国王のために戦って死んだレノックス公爵エズメ・ステュワートの若い2人の息子を描いている。ロンドン・ナショナル・ギャラリー所蔵。

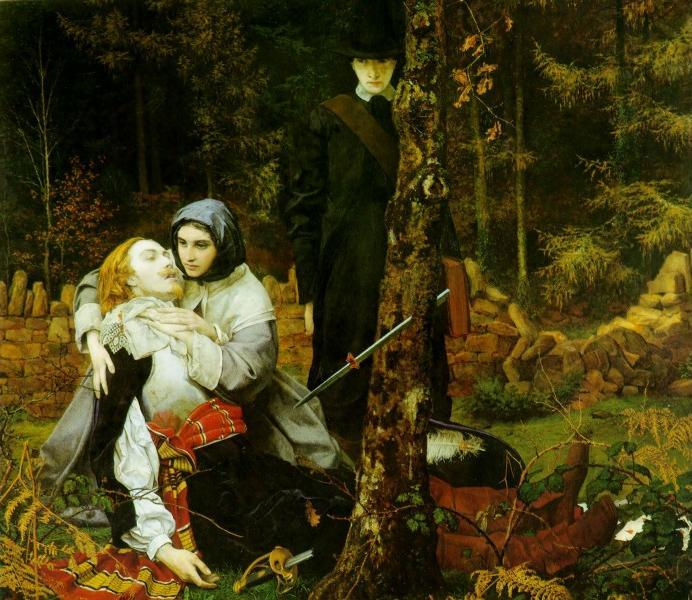
『傷ついた騎士党員』ウィリアム・シェイクスピア・バートン画、1855年。

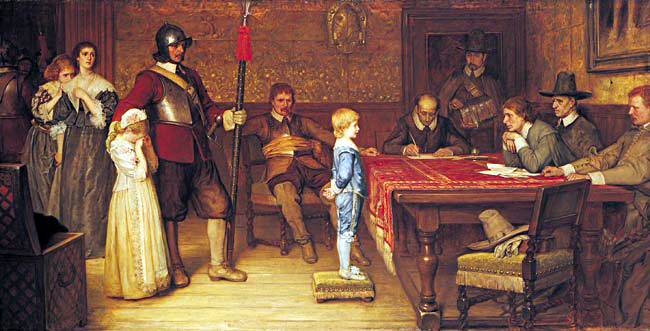
「『それで、父上と最後に会ったのはいつかね?（And When Did You Last See Your Father?）』騎士党員の幼い息子が議会派の兵士に尋問されている。ウィリアム・フレデリック・イームズ画、1878年。

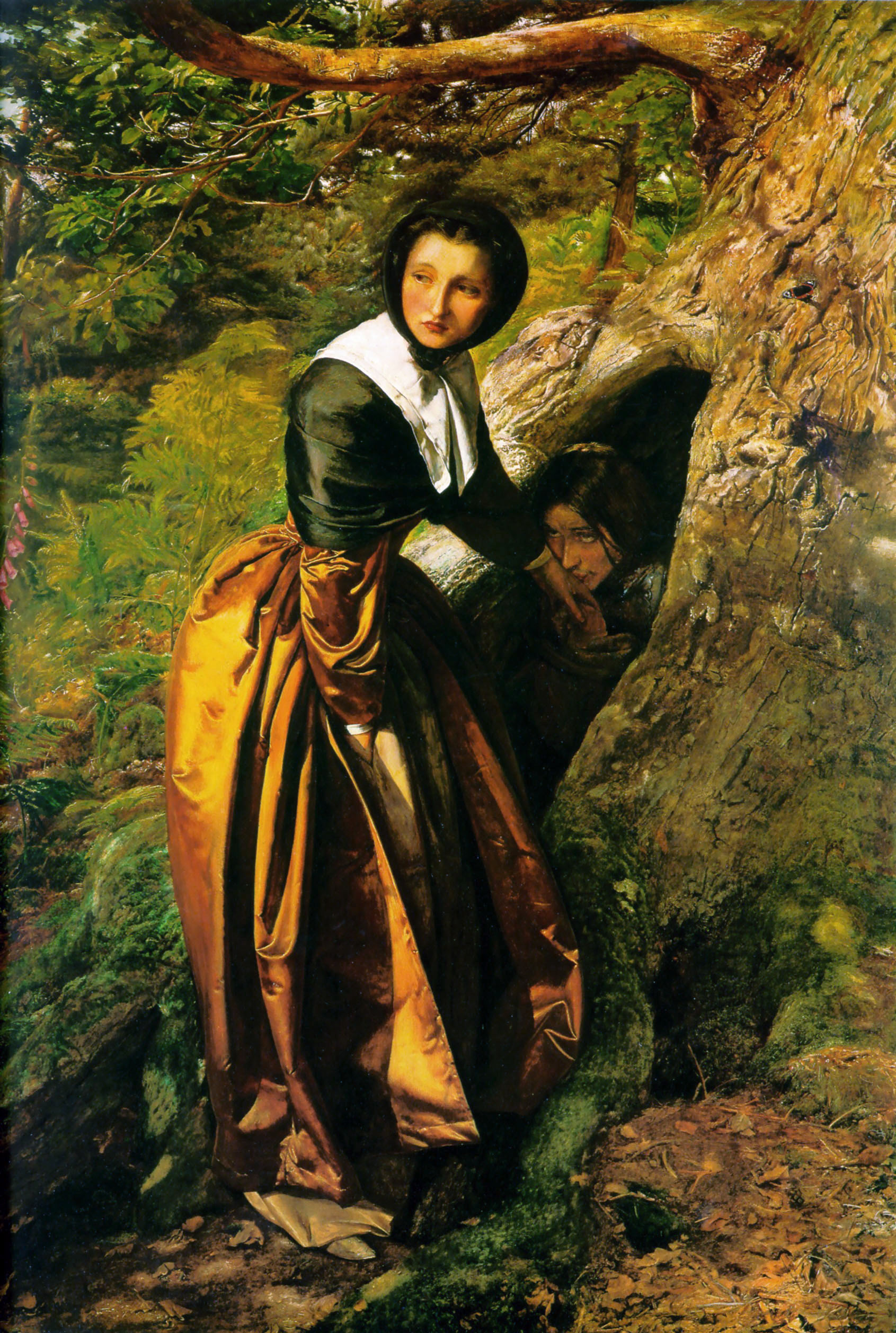
『追放された王党派、1651年』ジョン・エヴァレット・ミレー画、1863年。

騎士党（きしとう、英：Cavaliers）とは、清教徒革命（イングランド内戦）期から空位期、王政復古期（1642年 - 1680年）にかけ、イングランド王チャールズ1世・チャールズ2世父子に忠誠を誓い支持した人々を指す用語であり、敵対者である議会派（円頂党）により使われた。チャールズ1世の甥で国王軍の中心的な軍司令官だったルパート・オブ・ザ・ラインがその典型と言われる。

## 概要
「キャヴァリアー（Cavalier(s)）」は、俗ラテン語で「騎士」を意味する「caballarius」、またそのスペイン語形である「caballero」に由来する。ウィリアム・シェイクスピアは史劇『ヘンリー四世 第2部』の中で、「cavaleros」という語を「威張り散らす洒落者」という意味で使っている。
この言葉はその後、イングランド内戦で議会と対立するチャールズ1世の支持者たる王党派を、議会派が非難、侮蔑する文脈で使うようになった。1642年夏頃の政治文書には、「キャヴァリアー（Cavalier(s)）」という語が以下のように使われている、
1642 (June 10) Propositions of Parlt. in Clarendon v. (1702) I. 504 Several sorts of malignant Men, who were about the King; some whereof, under the name of Cavaliers, without having respect to the Laws of the Land, or any fear either of God or Man, were ready to commit all manner of Outrage and Violence. 

「…国王の周囲には大勢の悪しき人々がいる。人は彼らを騎士党と呼ぶが、彼らは国の法に敬意を払わず、神をも人をも畏れず、何でも不法と暴力によって解決しようとする。…」『議会の提言』
1642 Petition Lords & Com. 17 June in Rushw. Coll. III. (1721) I. 631 That your Majesty..would please to dismiss your extraordinary Guards, and the Cavaliers and others of that Quality, who seem to have little Interest or Affection to the publick Good, their Language and Behaviour speaking nothing but Division and War.
「…陛下には謹んで近衛兵、騎士党員、その他の高貴な人々を遠ざけられるようお願いいたします。彼らは公共善にはほとんど関心を寄せず、その言動は国を分裂させ戦乱に導く原因になるでしょう。…」『貴族院および庶民院の嘆願』
—Oxford English Dictionary "Cavalier"
チャールズ1世は、1642年6月13日に『貴族院および庶民院の嘆願』に対する回答を行い、その中で「キャヴァリアー（Cavalier(s)）」の語について「きわめて不愉快な形で誤って使われた言葉」とした。王党派はすぐにこの語を自分たちの呼称として使うようになり、彼らも逆に議会派を「円頂党（ラウンドヘッド）」と侮蔑的に呼んだ。王党派を指す「騎士党」の語は王政復古期にも使われ、「トーリー」の語が浸透するまで生き延びた。
騎士党は政治的・社会的な立場を指す語ではあったが、内戦以前の例に見るようにその本来は服飾上の特徴をさす言葉だった。騎士党と呼ばれた人々は17世紀前半のロンドン宮廷で流行した服装と、ふんわりした巻き毛の長髪を特徴とした。彼らは細やかな装飾が付き、袖や襟がレースで出来た、明るい色の服を着用し、羽根飾り付きの帽子をかぶった。この服装上の特徴は、議会の最も急進的な支持者である円頂党の人々とは対照的であった。円頂党員は地味な服を好み、髪の毛を短く刈りあげている者が多かったのである。もっとも、服装上の特徴と政治的な立場に関するステレオタイプなイメージは完全に一致するわけではなかった。オリバー・クロムウェルは例外としても、議会支持派の将軍たちの大多数は王党派の将軍たちと同じように髪を長く伸ばしていた。チャールズ1世の宮廷画家で、パトロンである貴族、つまり典型的な騎士党員たちの姿を描いていたアンソニー・ヴァン・ダイクは、内戦中は一貫して議会派を支持した。
チャールズ1世付きの牧師だったエドワード・シモンズによれば、騎士党員は「貴族や、生まれ育ちの良いジェントルマンの息子で、良心から主君たる王を慕い、深い忠誠心のために、他の人々よりも落ち着いた雰囲気で、勇ましい」と評されている。王党派の軍勢に属する人々の多くがこの評に当てはまった。王党派の士官たちは標準的に、30代前半で、既婚者であり、領地を経営している地主という人物が多かったからである。ニューモデル軍の中の独立派と同様の形で神を賛美することはなかったが、彼ら騎士党員も神への信仰を生活の柱としていた。こうしたタイプの騎士党員には、エッジヒルの戦いの始まる時に、「主よ、貴方は私が今日どれほど忙しいかご存じでしょう。もし私が聖金曜日の祈りを忘れても、私のことを忘れないでください」という祈りの言葉を放ったジェイコブ・アストレーのような人物がいた。
一方、円頂党による中傷プロパガンダでは、騎士党員たちは不道徳で、大酒飲みかつ軽薄、さらに信仰心も薄い人々として描かれた。こうしたイメージに合致する人物は、有名な第2代ロチェスター伯爵ジョン・ウィルモットの父である初代ロチェスター伯爵ヘンリー・ウィルモットをはじめ、騎士党員に大勢いた。別の騎士党員で王党派の将軍であり、チャールズ2世の腹心の顧問だったジョージ・ゴーリングについて、初代クラレンドン伯爵エドワード・ハイドは「何のためらいもなく自らの信用をつぶし、自らの本性の赴くままに裏切りを繰り返してきた。実際、彼は史上最も邪悪な人間になるための試みに成功し傑出することだけを望んでいる（このためならば彼は機智、勇気、判断力、野心を発揮し、神に対する畏れをも抱かない）。彼の人を欺く能力は名人芸の域に達しており、2度目でさえなければ、通常人々は彼に騙されても恥じ入ったり顔色を失ったりすることはない」と語る。こうした言説が示す騎士党のイメージは、現代英語における「キャヴァリアー」の持つ、上品さを保ちながらも無鉄砲で呑気というニュアンスの基礎となっている。
王党派を指す語としての「キャヴァリアー」は、1678年から1681年にかけて王位排除法案をめぐる政治危機が持ち上がった際に、それまで別の意味で使われていた「トーリー」という語がそれに取って代わるまで存続した。同時期に、議会派を指す語も「円頂党（ラウンドヘッド）」から「ホイッグ」へと変わった。騎士党と円頂党の語が定着した際と同じく、トーリーとホイッグの語も互いを侮辱して使う言葉とし定着した。

## 引用
1. ↑  , Manganiello, p. 476
2. 1 2  OED.  "Cavalier"
3. ↑  Encyclopaedia Britannica Eleventh Edition Article: CAVALIER
4. ↑  OED  "Cavalier", Meaning 4. attrib., First quotation "1666 EVELYN Dairy 13 Sept., The Queene was now in her cavalier riding habite, hat and feather, and horseman's coate."
5. ↑  Carlton p. 52
6. ↑  Barratt, 177
7. ↑  Memegalos,inside front cover
8. ↑  Encyclopaedia Britannica Eleventh Edition Article: GEORGE GORING GORING
9. ↑  Worden 2009, p. 4.